# Igor Lediachow
Igor Anatoljewicz Lediachow (ros. Игорь Анатольевич Ледяхов, ur. 22 maja 1968 w Soczi) – rosyjski piłkarz grający na pozycji ofensywnego pomocnika.

## Kariera klubowa
Lediachow urodził się w Soczi, a piłkarską karierę rozpoczynał w zespole Torpedo Taganrog. W 1988 roku przeszedł do SKA Rostów nad Donem i w jego barwach przez dwa sezony występował w drugiej lidze ZSRR. W 1990 roku został piłkarzem Dnipra Dniepropetrowsk, jednak nie udało mu się wywalczyć miejsca w podstawowym składzie i w 1991 roku odszedł do Rotoru Wołgograd, z którym wywalczył mistrzostwo drugiej ligi. Po utworzeniu nowego państwa w 1992 roku – Federacji Rosyjskiej – Lediachow przeszedł do Spartaka Moskwa i już w pierwszym sezonie wywalczył mistrzostwo nowo powstałej ligi rosyjskiej. Rok później wystąpił ze Spartakiem w Lidze Mistrzów, a zarówno w 1993, jak i 1994 roku zostawał mistrzem kraju. W tym drugim przypadku zdobył także Puchar Rosji.
We wrześniu 1994 Lediachow wyjechał do Hiszpanii. Został piłkarzem Sportingu Gijón. W Primera División zadebiutował 4 września w wygranym 2:1 spotkaniu z Barceloną. W Sportingu grał w pierwszym składzie, jednak w każdym sezonie bronił się przed spadkiem do Segunda División. W końcu fakt ten nastąpił w sezonie 1997/1998, gdy Sporting zajął ostatnią pozycję w La Liga. Kolejne sezony Igor grał na drugim froncie, ale w 1999 roku był wypożyczony do japońskiego Yokohama Flügels. W 2002 roku odszedł z Gijón i na rok trafił do innego drugoligowca SD Eibar. W 2003 roku zakończył piłkarską karierę.
| Sezon   | Klub                   | Kraj      | Rozgrywki        | Mecze | Bramki |
| ------- | ---------------------- | --------- | ---------------- | ----- | ------ |
| 1988    | SKA Rostów nad Donem   | ZSRR      | 2. liga          | 23    | 0      |
| 1989    | SKA Rostów nad Donem   | ZSRR      | 2. liga          | 41    | 1      |
| 1990    | Dnipro Dniepropetrowsk | ZSRR      | 1. liga          | 5     | 1      |
| 1991    | Rotor Wołgograd        | ZSRR      | 2. liga          | 34    | 2      |
| 1992    | Spartak Moskwa         | Rosja     | Priemjer-Liga    | 24    | 10     |
| 1993    | Spartak Moskwa         | Rosja     | Priemjer-Liga    | 24    | 10     |
| 1994    | Spartak Moskwa         | Rosja     | Priemjer-Liga    | 29    | 6      |
| 1994/95 | Sporting Gijón         | Hiszpania | Primera División | 23    | 9      |
| 1995/96 | Sporting Gijón         | Hiszpania | Primera División | 30    | 9      |
| 1996/97 | Sporting Gijón         | Hiszpania | Primera División | 36    | 3      |
| 1997/98 | Sporting Gijón         | Hiszpania | Primera División | 17    | 4      |
| 1998/99 | Sporting Gijón         | Hiszpania | Segunda División | 20    | 5      |
| 1999    | Yokohama Flügels       | Japonia   | J-League         | 23    | 15     |
| 1999/00 | Sporting Gijón         | Hiszpania | Segunda División | 29    | 12     |
| 2000/01 | Sporting Gijón         | Hiszpania | Segunda División | 36    | 6      |
| 2001/02 | Sporting Gijón         | Hiszpania | Segunda División | 18    | 1      |
| 2002/03 | SD Eibar               | Hiszpania | Segunda División | 19    | 1      |

## Kariera reprezentacyjna
25 stycznia 1992 roku Lediachow zadebiutował w reprezentacji Wspólnoty Niepodległych Państw w wygranym 1:0 towarzyskim meczu ze Stanami Zjednoczonymi. W 1992 roku został powołany przez Anatolija Byszowca do kadry na Euro 92, jednak nie wystąpił we tam w żadnym meczu. W 1994 roku wystąpił na Mistrzostwach Świata w USA w wygranym 6:1 meczu z Kamerunem. W kadrze WNP rozegrał 7 meczów i strzelił 1 gola, a w kadrze Rosji – 9 meczów.